# 布瓦塞 (安省)
布瓦塞（法語：Boissey，法語發音：[bwasɛ] ⓘ）是法国东部安省的一个市镇，属于布雷斯地区布尔格区。

## 地理
布瓦塞（46°22'54"N, 4°59'46"E）面积9.05 平方千米，位于法国奥弗涅-罗讷-阿尔卑斯大区安省，该省份为法国东部省份，北起汝拉省，西北接索恩-卢瓦尔省，西接罗讷省和里昂大都会，南至伊泽尔省，东与萨瓦省、上萨瓦省和瑞士接壤。
与布瓦塞接壤的市镇（或旧市镇、城区）包括：贝雷济亚、舍夫鲁、马尔索纳、雷苏兹河畔圣艾蒂安、巴热-多马坦。

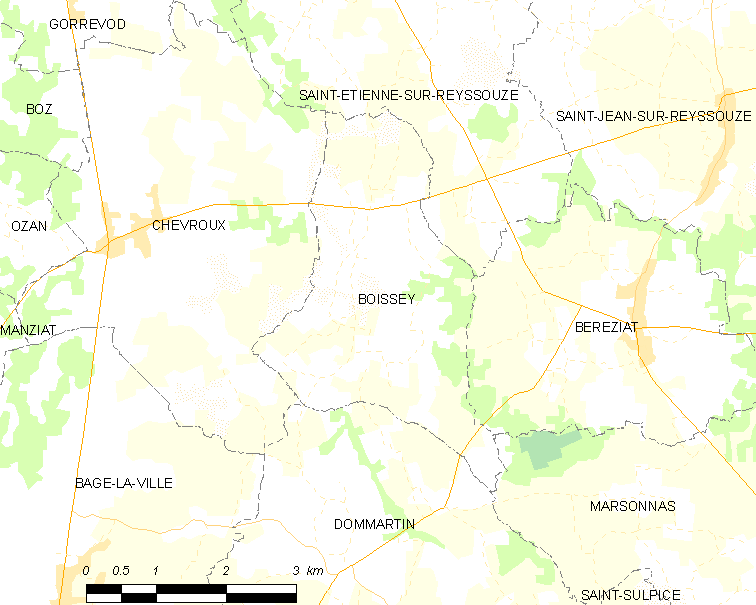
的OSM定位图

布瓦塞的时区为UTC+01:00、UTC+02:00（夏令时）。

## 行政
布瓦塞的邮政编码为01190、01380，INSEE市镇编码为01050。

## 政治
布瓦塞所属的省级选区为勒普隆日县。

## 人口

1962-2008年间人口变化图示

布瓦塞于2022年1月1日时的人口数量为390人。